# Sisyrinchium quadrangulatum
Sisyrinchium quadrangulatum är en irisväxtart som beskrevs av Friedrich Wilhelm Klatt. Sisyrinchium quadrangulatum ingår i släktet gräsliljor, och familjen irisväxter. Inga underarter finns listade i Catalogue of Life.